# L'incoronazione di Dario
L'incoronazione di Dario (título original en italiano; en español, La coronación de Darío) es una ópera en tres actos con música de Antonio Vivaldi y libreto en italiano de Adriano Morselli. Se estrenó en el Teatro Sant'Angelo de Venecia el 23 de enero de 1717.
Esta ópera rara vez se representa en la actualidad; en las estadísticas de Operabase aparece con sólo 1 representación en el período 2005-2010.

## Personajes
| Personaje                                                    | Tesitura                     | Reparto del estreno 23 de enero de 1717 |
| ------------------------------------------------------------ | ---------------------------- | --------------------------------------- |
| Flora, damisela de la corte, confidente de las dos princesas | contralto                    | Rosa Mignati                            |
| Arpago, guardaespaldas de Statira                            | soprano (papel con calzones) | Antonia Pellizzari                      |
| Oronte, guardaespaldas de Statira                            | soprano castrato             | Carlo Cristini                          |
| Alinda, amante de Oronte                                     | soprano                      | Maria Teresa Cotti                      |
| Niceno, hijo de Ciro                                         | bajo                         | Angelo Zannoni                          |
| Argene, hermana menor de Statira                             | contralto                    | Anna Maria Fabbri                       |
| Statira, primogénita de Ciro                                 | contralto                    | Anna Vincenza Dotti                     |
| Dario                                                        | tenor                        | Annibale Pio Fabri                      |

## Argumento
Muerto Ciro, Rey de Persia, tres fueron los hombres que pretendieron ocupar el trono. Dario, guiado por la nobleza de su nacimiento y por la propia fortuna era el favorito del Sátrapa de Persia. Oronte, un joven de aspecto vago era el favorito de la plebe y Arpago, un capitán, tenía el apoyo del ejército. Dario cae en la cuenta de que será nombrado Sátrapa quien se case con Statira, la hija mayor de Ciro, y reciba la bendición del Oráculo del Sol. Dario consigue atraer a la princesa, pero la hija menor de Ciro, Argene, secretamente enamorada de Dario y con ambiciones ocultas de reinar, tiende trampas a la pareja con una serie de engaños. Finalmente la pareja supera esta situación, Dario es coronado junto con Statira, Argene es duramente castigada por su comportamiento y el Oráculo del Sol bendice la unión.

## Grabaciones
Hay sólo dos grabaciones de esta ópera:
- 1986 John Elwes, Gérard Lesne, Henri Ledroit, Michel Verschaeve, Ensemble Baroque de Nice dir. Gilbert Bezzina. Harmonia Mundi. HMA 1901235-37.[3]
- 2013 Soprano: Sofia Soloviy (Arpago), Soprano: Roberta Mameli (Alinda), Mezzosoprano: Lucia Cirillo (Oronte), Mezzosoprano: Giuseppina Bridelli (Flora), Contralto: Sara Mingardo (Statira), Contralto: Delphine Galou (Argene), Tenor: Anders Dahlin (Dario), Barítono: Riccardo Novaro (Niceno), Accademia Bizantina dir. Ottavio Dantone. Naïve - Opus 111. OP 30553.